# Eska Music Award
Eska Music Award — польська щорічна музична премія, яку присуджувало «Radio Eska» у 2002-2017 роках.
Гала-концерт в рамках нагородження відбувався раз на рік та транслювався а TVP1, «Eska TV» та «Radio Eska» (в окремі роки на «Polsat», TV4 та TVP2). Перше та друге нагородження пройшли без телетрансляцій у клубах «Cabaret» та «Port West» у Лодзі. Третє нагородження транслювалося на TV4. Подальші нагородження вже транслювалися на «Polsat» (до 2010 року), з 2011 року гала-концерт та нагородження транслювалися на TVP2, а з 2013 року на TVP1. До 2009 року церемонія нагородження відбувалась у Лодзі, але в 2010 році гала-концерт вперше відбувся у Прушкуві. Наступні нагородження відбулися в Катовицях (2011), Колобжезі (2012) та Щецині з нагоди фіналу «Tall Ships Races 2013». З 2014 року гала-концерт проходив на «Азоти Арені» в Щецині.

## Eska Music Awards 2002
Нагородження відбулося у Лодзі у квітні 2002.
Нагороджені:
- Blue Café
- Brainstorm

## Eska Music Awards 2003
Нагородження відбулося у Лодзі у квітні 2003.
Нагородженні:
- Музичний колектив року: Myslovitz
- Виконавиця року: Кася Ковальська
- Хіт року: Wilki – «Baśka»
- Виконавець року: Кшиштоф Кравчик
- Відкриття року: t.A.T.u.

## Eska Music Awards 2004
Нагородження відбулося у Лодзі 16 квітня 2004.
Нагороджені:
- Виконавиця року (Польща): Евеліна Флінта
- Виконавець року (Польща): Марчін Розинек
- Колектив року (Польща): Jeden Osiem L
- Хіт року (Польща): Jeden Osiem L – «Jak zapomnieć»
- Альбом року (Польща): Mezo – «Mezokracja»
- Дебют року (Польща): Sistars
- Хіт року (світ): Groove Coverage
- Альбом року (світ): The Rasmus
- Відкриття року: Міхал Вишневський
- Спеціальна нагорода: 3 Doors Down

## Eska Music Awards 2005
Нагородження відбулося у Лодзі 22 квітня 2005.
Нагороджені:
- Виконавиця року (Польща): Mandaryna
- Виконавець року (Польща): Doniu
- Колектив року (Польща): Sistars
- Хіт року (Польща): Liber i Doniu – «Skarby»
- Альбом року (Польща): Анна Домбровська – «Samotność po zmierzchu»
- Дебют року (Польща): Моніка Бродка
- Відкриття року (Польща): Kombii
- Хіт року (світ): Global Deejays – «The Sound of San Francisco»
- Виконавиця року (світ): Danzel
- Спеціальна нагорода: Bomfunk MC's

## Eska Music Awards 2006
Нагородження відбулося у Лодзі 28 квітня 2006.
Nagrodzeni:
- Дебют року (Польща): Verba
- Виконавиця року (Польща): Doda
- Колектив року (Польща): Virgin
- Хіт року (Польща): Mezo – «Ważne»
- Альбом року (Польща): Kombii – «C.D.»
- Виконавець року (Польща): Шимон Видра
- Виконавиця року (світ): Melanie C
- Колектив року (світ): Sugababes
- Хіт року (світ): Mattafix – «Big City Life»
- Нагорода від «Eska Rock» для рок-колективу: The Rasmus

## Eska Music Awards 2007
Нагородження відбулося у Лодзі 27 квітня 2007.
Нагороджені:
- Виконавиця року (Польща): Кася Цереквіцька
- Колектив року (Польща): The Jet Set
- Виконавець року (Польща): Mezo
- Хіт року (Польща): Mezo та Tabb feat. Kasia Wilk – «Sacrum»
- Альбом року (Польща): Анна Домбровська – «Kilka historii na ten sam temat»
- Радіодебют року: Ґося Анджеєвіч
- ІмпрЕсковий хіт року: Kalwi & Remi — «Explosion»
- Нагорода від «Eska Rock» для рок-пісні: Myslovitz – «W deszczu maleńkich żółtych kwiatów»
- Виконавиця року (світ): Jamelia
- Хіт року (світ): September – «Satellites»
- Рок-гурт року: Razorlight
- Мобільний виконавець: ATB
- Спеціальна нагорода: Жан-Мішель Жарр

## Eska Music Awards 2008
Нагородження відбулося у Лодзі 28 квітня 2008.
Нагороджені:
- ІмпрЕсковий хіт року: DJ Remo – «My Music Song»
- Колектив року (Польща): Feel
- Радіоактивний хіт року Era: Basshunter – «Now You're Gone»
- Альбом року (Польща): Feel – «Feel»
- Хіт року (Польща): Feel – «A gdy jest już ciemno»
- Відео року Eska.pl: Feel – «No pokaż na co cię stać»
- Рок-альбом року: Hey – Unplugged
- Виконавець року (Польща): Лукаш Загробельний
- Виконавиця року (Польща): Патриція Марковська
- Best New Artist: Sunrise Avenue
- Best Rock Group: Manic Street Preachers
- Спеціальна нагорода: Крейг Девід

## Eska Music Awards 2009
Нагородження відбулося у Лодзі 19 березня 2009.
Нагороджені:
- ІмпрЕсковий хіт року: Nexx – «Synchronize Lips»
- Хіт року (Польща): Едита Гурняк – «To nie tak jak myślisz»
- Відео року (Польща): PIN – «Niekochanie»
- Колектив року (Польща): Feel
- Альбом року (Польща): Сильвія Гжещак та Liber – «Ona i on»
- Радіодебют року (Польща): Івона Венгровська
- Рок-хіт року (Польща): Coma – «Zero osiem wojna»
- Виконавець року (Польща): Liber
- Виконавиця року (Польща): Сильвія Гжещак
- Спеціальна нагорода радіо ESKA: Feel
- The Best New Artist: Lady Gaga
- Найкращий іноземний рок-гурт: The Killers
- The Best Pop Artist: Метт Покора
- Найкращий іноземний хіт: Morandi – «Angels»
- Іноземний альбом року: Katy Perry – «One of the Boys»

## Eska Music Awards 2010
Нагородження відбулося у Прушкуві 23 квітня 2010.
Нагороджені:
- Виконавець року: Анджей Пясечний
- Виконавиця року: Агнєшка Хилінська
- Колектив року: Afromental
- Дебют року: MaRina
- Хіт року: Ева Фарна – «Cicho»
- Відео року: Дода – «Rany»
- Рок-хіт року: Lipali – «Upadam»
- Рок-гурт року (світ): White Lies
- Виконавець року (світ): Inna
- Колектив року (світ): OneRepublic
- Хіт року (світ): Oceana – «Cry, Cry»
- Дебют року (світ): Ke$ha
- Альбом року (світ): Мелані Фіона – «The Bridge»

## Eska Music Awards 2011
Нагородження відбулося в Катовицях 28 травня 2011.
Нагороджені:
- Виконавиця року: Ева Фарна
- Виконавець року: Robert M
- Колектив року: Video
- Клубний хіт року: Robert M – «All Day All Night»
- Хіт року: Ева Фарна– «Ewakuacja»
- Відео року: Afromental – «Rock & Rollin' Love»
- Нове обличчя: Asia Ash
- Колектив року (світ): Madcon
- Рок-гурт року (світ): Skunk Anansie
- Рок-виконавиця (світ): Lady Gaga
- Хіт року (світ): Алексіс Джордан – «Happiness»
- Нове обличчя (світ): Наталія Кіллс
- Цифровий хіт року в категорії поп: Ева Фарна – «Ewakuacja»

## Eska Music Awards 2012
Нагородження відбулося у Колобжезі 20 липня 2012.
Нагороджені:
- Найкраща виконавиця: Сильвія Гжещак
- Найкращий виконавець: Robert M
- Найкращий виконавець (світ): Девід Гетта
- Найкращий колектив: Enej
- Найкращий альбом: Сильвія Гжещак – «Sen o przyszłości»
- Найкращий хіт: Enej – «Skrzydlate ręce»
- Найкраще відео ESKA.TV: Сильвія Гжещак – «Sen o przyszłości»
- Найкращий дебют: Юля
- Найкращий виконавець на ESKA.PL: Юля
- Хіт року: Рафал Бжозовський – «Tak blisko»

## Eska Music Awards 2013
Нагородження відбулося у Щецині 3 серпня 2013.
Нагороджені:
- Найкраща виконавиця: Сильвія Гжещак
- Найкращий виконавець: Liber
- Найкращий колектив: Enej
- Найкращий альбом: LemON – «LemON»
- Найкращий хіт: Евеліна Лісовська – «W stronę słońca»
- Eska TV Award – найкраще відео: Марґарет – «Thank You Very Much»
- Найкращий дебют: Евеліна Лісовська
- eskaGO Award – найкращий виконавець мережі: Евеліна Лісовська
- Спеціальна нагорода: Неллі Фуртаду
- Найкращий виступ: LemON

## Eska Music Awards 2014
Нагородження відбулося у Щецині 22 серпня 2014.
Нагороджені:
- Найкраща виконавиця: Сильвія Гжещак
- Найкращий артист: Mrozu
- Найкращий колектив: LemON
- Найкращий хіт: Донатан i Клео – «My Słowianie»
- Eska TV Award – найкраще відео: Mrozu – «Nic do stracenia»
- Найкращий радіодебют: Гжегож Хижий
- eskaGO Award – найкращий виконавець мережі: Донатан i Клео
- Спеціальна нагорода: Агнєшка Хилінська

## Eska Music Awards 2015
Нагородження відбулося у Щецині 29 серпня 2015.
Нагороджені:
- Найкраща виконавиця: Марґарет
- Найкращий виконавець: Каміль Беднарек
- Найкращий колектив: Video
- Найкращий хіт: Sarsa – «Naucz mnie»
- Eska TV Award – найкраще відео: Наталія Никель – «Bądź duży»
- Найкращий радіодебют: Sound'n'Grace
- eskaGO Award – найкращий викнавець мережі: Марґарет
- Спеціальна нагорода – найкращий іноземний виконавець: Адам Ламберт

## Eska Music Awards 2016
Нагородження відбулося у Щецині 26 серпня 2016.
Нагороджені:
- Найкраща виконавиця: Сильвія Гжещак
- Найкращий виконавець: Давид Подсядло
- Найкращий колектив: Video
- Найкращий хіт: C-BooL – «Never Go Away»
- Eska TV Award – найкраще відео: Сильвія Гжещак – «Tamta dziewczyna»
- Найкращий радіодебют: Антек Смикевич
- eskaGO Award – найкращий виконавець мережі: Марґарет
- Спеціальна нагорода – Best International Hit: Алан Волкер – «Faded»

## Eska Music Awards 2017
Нагородження відбулося у Щецині 17 червня 2017.
Нагороджені:
- Найкраща виконавиця: Агнєшка Хилінська
- Найкращий виконавець: Каміль Беднарек
- Найкращий ді-джей/продюсер: Gromee
- Найкращий хіт: C-BooL – «Magic Symphony»
- Eska TV Award – Найкраще відео: Агнєшка Хилінська – «Królowa łez»
- eskaGO Award – найкращий виконавець мережі: Марґарет
- Найкращий іноземний виконавець: Ед Ширан

## Найбільше нагород
| Кількість здобутих статуеток | Артист |
| ---------------------------- | --- |
| 9                            | Сильвія Гжещак                                                                                             |
| 6                            | Feel |
| 5                            | Марґарет                                                                                                   |
| 4                            | Mezo, Ева Фарна, Агнєшка Хилінська                                                                         |
| 3                            | Robert M, Enej, Liber, Евеліна Лісовська, LemON, Video                                                     |
| 2                            | Lady Gaga, Юля, Jeden Osiem L, Afromental, Myslovitz, Донатан i Клео, Mrozu, Дода, Каміль Беднарек, C-BooL |